# Транспорт Маріуполя

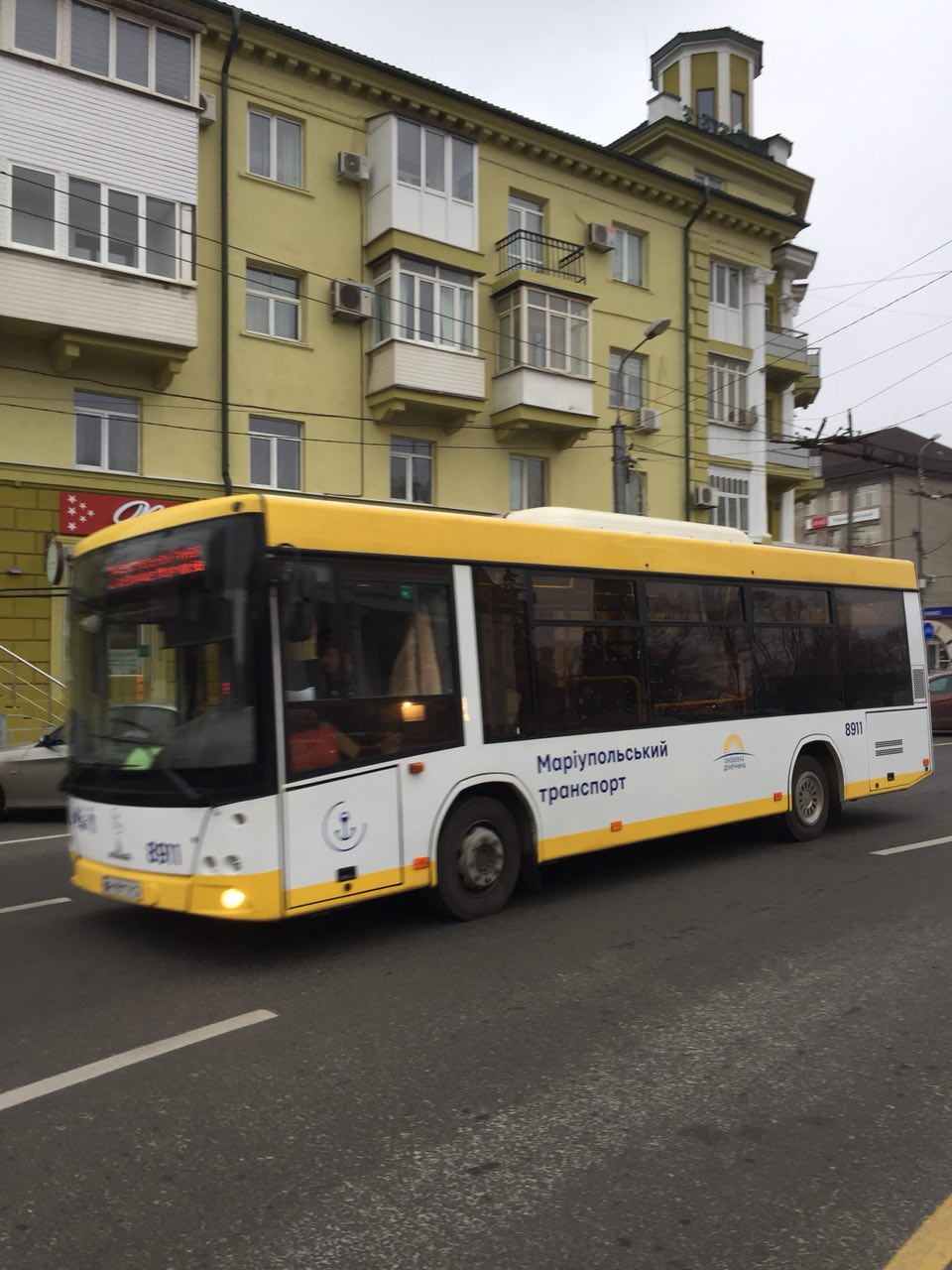
Муніципальний автобус міста Маріуполь

У 2016 році почалося формування нової транспортної моделі в Маріуполі. На той час парк МТТУ складався з аварійної техніки, без жодного автобуса. Але вже за п'ять років вдалося повністю оновити міський транспорт. За підтримки IFC та Європейського банку реконструкції та розвитку до сіста надійшли 64 нових автобуса та 72 тролейбуси. Запустили нові маршрути, які з'єднали віддалені райони з центром. З'явилися електронні табло та нові зупинки. У 2021 році Маріуполь зайняв друге місце в рейтингу українських міст за рівнем розвитку та комфорту транспортної інфраструктур за  результами дослідження Міжнародного республіканського інституту (IRI) і журнал «НВ».

## Пасажирський транспорт
Міський транспорт

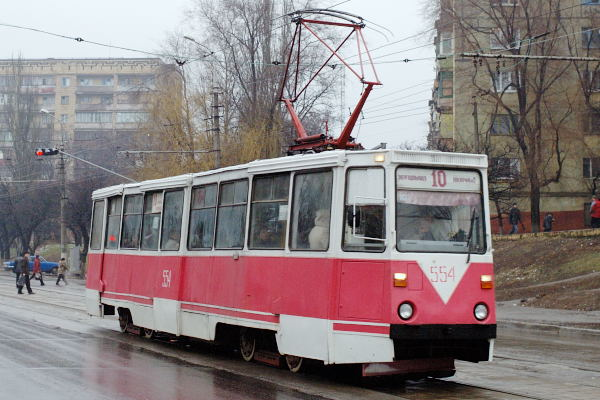
Маріупольський трамвай

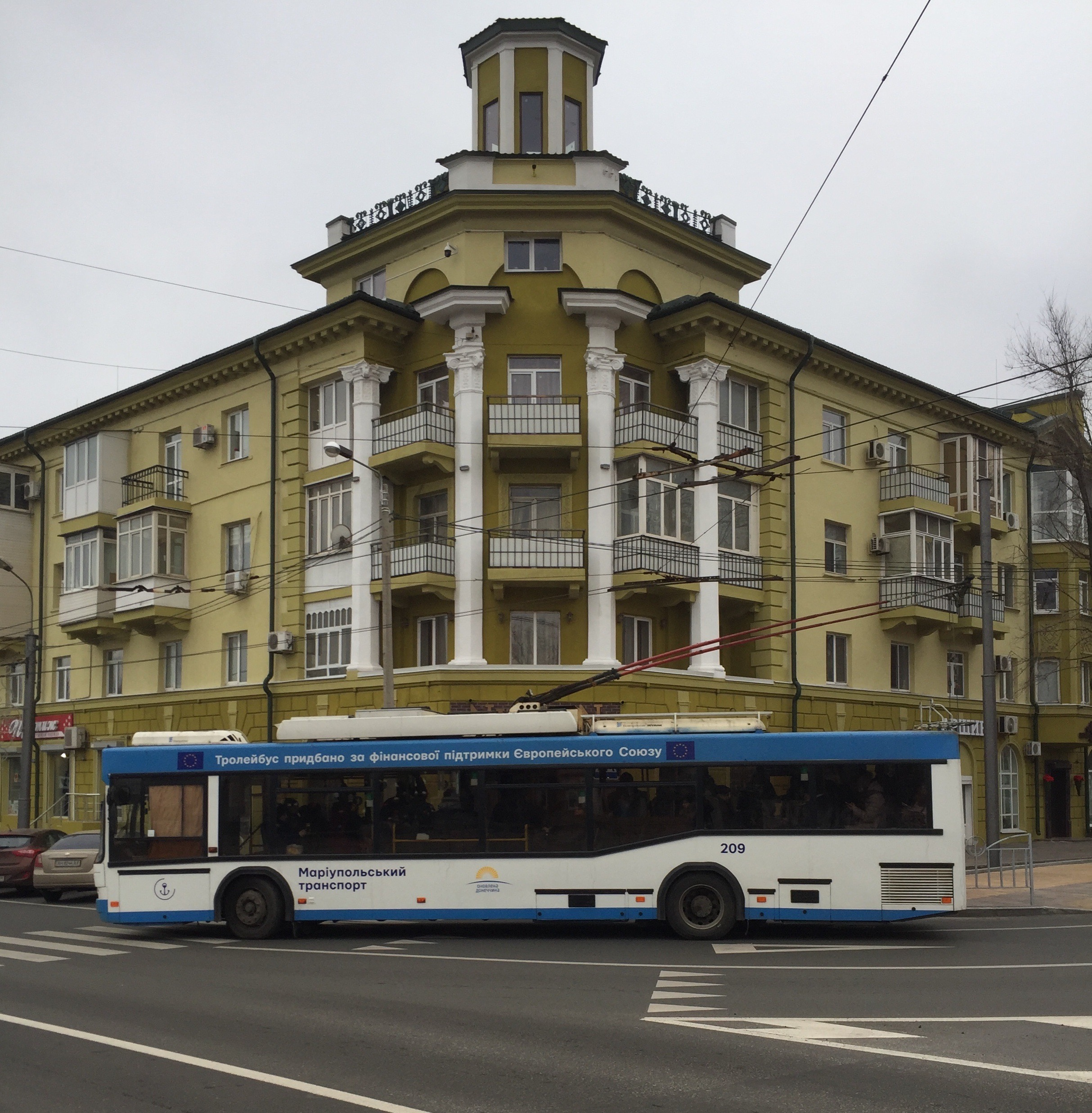
Маріупольський тролейбус

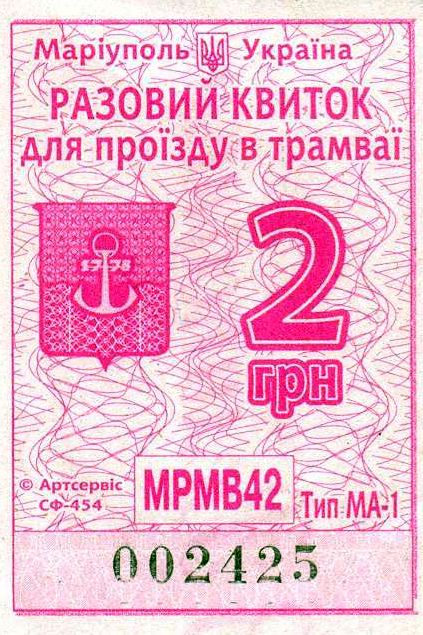
Разовий квиток на проїзд у трамваї міста Маріуполь (до 31.03.2016)

Міський транспорт обслуговується комунальним підприємством «Маріупольське трамвайно-тролейбусне управління» (МТТУ). Станом на 2017 рік в місті Маріуполь діють:
- трамвай (з 1 травня 1933 року) — 11 маршрутів. Працюють трамваї моделей: КТМ-5, КТМ-8, 71-153 (ЛМ-2008), К-1, К-1М, Tatra T3). З 2007 року в місті з'явилося 2 нових трамвая вітчизняного виробництва К-1. Протягом січня—лютого 2017 року до міста надійшли 10 трамваїв Tatra T3, які раніше працювали в місті Прага;
- тролейбус (з 21 квітня 1970 року) — 11 маршрутів. Працюють машини моделей: ЗіУ-682, Trolza, БКМ-321, ЮМЗ-Т2, Дніпро Т103, MAN SL 172 HO). У 2006 році в місті з'явилося 5 нових тролейбусів Trolza (колишні — ЗіУ), у наступному 2007 році — ще 5 (нині списані). У 2012 році придбано 4 нових тролейбуса БКМ-321, протягом 2013—2016 років — 6 тролейбусів Дніпро Т103 та у 2016 році — 13 тролейбусів MAN SL 172 HO, які раніше експлуатувались в місті Золінген. У 2019 року до Маріуполя надійшли 72 нових тролейбусів БКМ-321 завдяки співробітництву з Європейським банком реконструкції та розвитку.[2].

Також пасажирські перевезення здійснюють приватні автомобільні компанії.
- Автобуси — переважно приватні мікроавтобуси, які здійснюють перевезення пасажирів на міських, приміських і міжміських маршрутах (автобуси «Богдан», «Еталон», «Рута» тощо). За проєктом Маріупольської міської ради та Міжнародної фінансової корпорації (IFC), для Маріуполя виготовлено 64 нових автобуси. 17 білоруських автобусів підвищеної місткості МАЗ-203.016 та МАЗ-215.069 надійшли до 20 вересня 2019 року[2].

10 лютого 2022 року у Маріуполі запущено офіційний додаток для смартфонів, у якому можна побачити рух комунального транспорту в реальному часі.
- Автовокзал (з якого у тому числі здійснюються перевезення до Києва, Дніпра, Одеси, Харкова, Запоріжжя, Миколаєва, Херсона, Москви, Ростова-на-Дону, Краснодара тощо) та приміська автостанція № 2 (АС-2), яка обслуговує автобусні маршрути переважно по Волноваському та Маріупольському районам Донецької області).

- Автошляхи

Через місто пролягають автошляхи міжнародного значення М14E58 та закінчується автошлях національного значення Н08 Бориспіль — Маріуполь.
- Залізнична станція Маріуполь

Залізницею місто має пасажирське сполучення з Києвом, Дніпром, Запоріжжям, Львовом, Харковом, Вінницею, Хмельницьким, Тернополем тощо. Від залізничного вокзалу щоденно прямують поїзди: № 10/9 «Приазов'я» Маріуполь — Київ, № 84/83 «Азов» Маріуполь — Київ, № 70/69 Маріуполь — Львів. Також через день курсують: поїзд № 78/77  Маріуполь — Харків (по парних числах) та поїзд № 142/141 Маріуполь — Одеса (по непарних числах). 
Приміське сполучення з 2014 року, через війну на сході України, здійснюється лише на ділянці Маріуполь — Волноваха, а з 4 серпня 2019 року подовжено маршрут руху приміських електропоїздів до станції Південнодонбаська (2 пари). До 2014 року курсували приміські електропоїзди до станцій Донецьк та Ясинувата.
В межах міста розташована Залізнична станція Сартана та зупинні пункти для приміських електропоїздів: 1261 км, Заводська Площадка, 1256 км, 1253 км, 1249 км.
З 2019 року Укрзалізниця провела реконструкцію електропоїздів. Було заплановано провести капітальний ремонт восьми електропоїздів. До серпня 2019 року відремонтовано 14 секцій з яких сформували три електропоїзда.
- Морський вокзал розташований на території морського торговельного порту.

- Міжнародний аеропорт «Маріуполь» — власність Маріупольського металургійного комбінату імені Ілліча. З травня 2014 року припинив пасажирське сполучення. Раніше виконувалися рейси на Київ, Сімферополь, Москву.

## Вантажний транспорт
Значна частина валового доходу міста припадає на транспорт:
- ВАТ «Маріупольський морський торговельний порт» — найбільший у Східній Україні, здійснює морські перевезення вугілля, металу, продукції машинобудування, руди, зерна з Донецької, Харківської, Запорізької та інших областей України.
- Азовське морське пароплавство (з 2003 року — ТОВ «Торговельний флот Донбасу») — вже збанкрутіле підприємство, що раніше здійснювало морські перевезення з портів Азовського моря (Маріуполь, Бердянськ, Таганрог), власність (з 2003 року — офіційно) «System Capital Management» (Донецька фінансово-економічна група на чолі з Рінатом Ахметовим).

## Автотранспортні підприємства

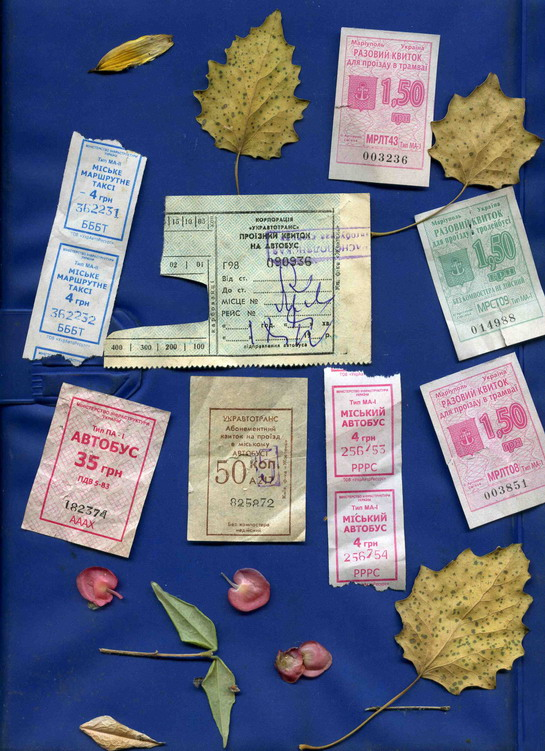
Транспортні квитки, серпень 2015 р.

- Автоколона МТТУ
- № 11402
- № 11428
- № 11433
- № 11483 (Приморське АТП)
- № 11484
- № 87501 (Приазовське АТП)
- Азовтрансавто
- АТП «Транспортник»
- АТП «Марвей»
- АТП «Маріуполь-Авто»